# Ariergarda
Ariergarda (z fr. arrière garde - straż tylna) – wojskowy oddział lub pododdział maszerujący z tyłu za głównymi siłami związku taktycznego (oddziału).

## Charakterystyka
Zadaniem ariergardy jest ubezpieczanie maszerującej kolumny przed uderzeniem od tyłu i zapewnienie jej swobodnego wykonywania marszu. Zależnie od sytuacji i wielkości maszerującej kolumny ariergarda może stanowić od 1/4 do 1/3 sił głównych. Występuje zazwyczaj w sile wzmocnionego batalionu.  
Ariergarda stanowi element ubezpieczenia ugrupowania marszowego, wysyłany na odległość 20–30 km od sił głównych przy marszu odfrontowym. Od tyłu ubezpiecza się szpicą tylną, którą wysyła się na odległość 5–10 km. Można także wysyłać patrole boczne na odległość do 3 km. 
Zadanie swoje wykonuje poprzez: 
- walkę, po zajęciu dogodnych rubieży;
- zrywanie mostów;
- niszczenie dróg;
- minowanie;
- stawianie zawał leśnych;
- skażenie terenu[5].

Dawniej używano nazwy straż tylna.